# Krankenhauskapelle Herz Jesu (Geilenkirchen)

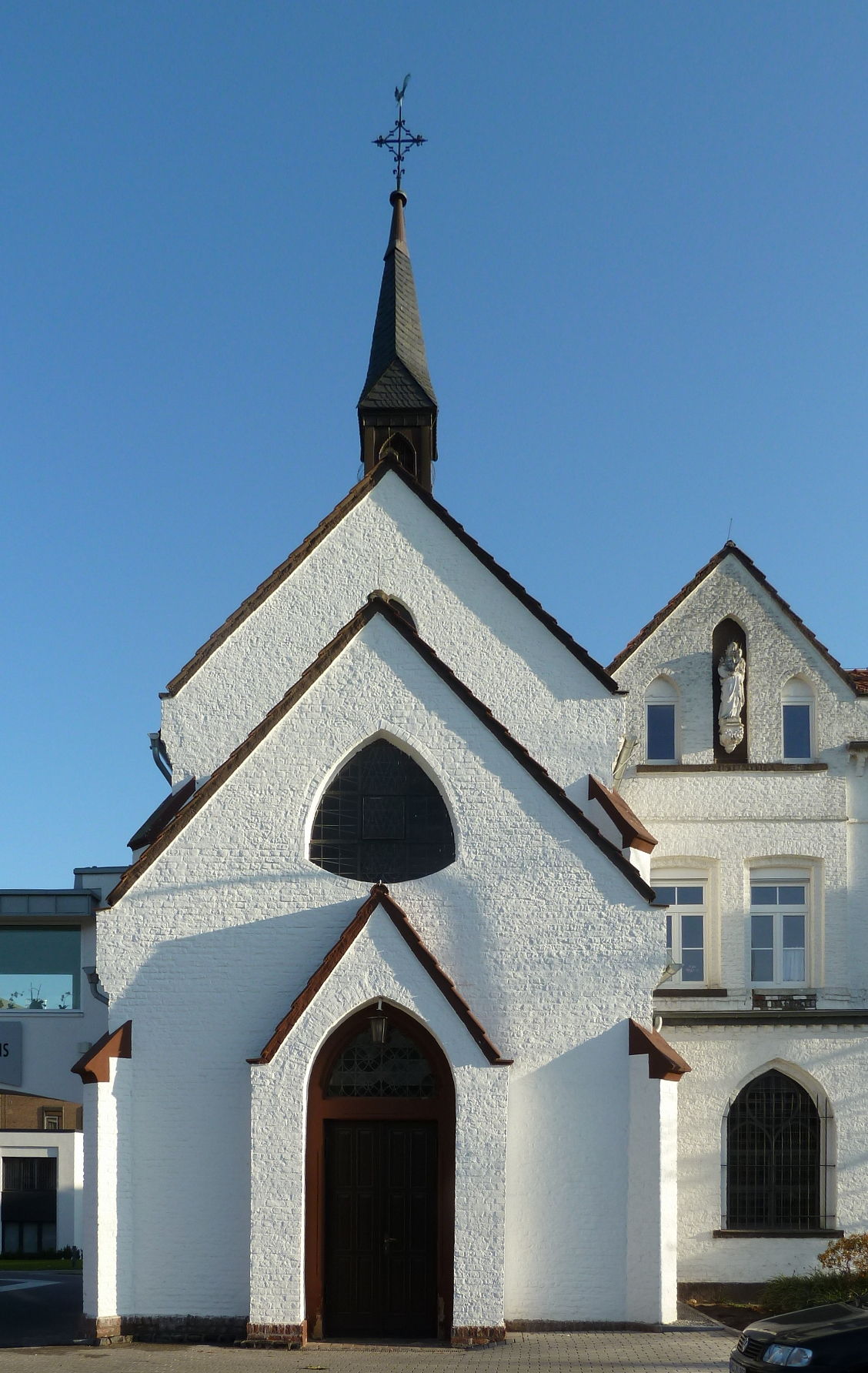

Die römisch-katholische Krankenhauskapelle Herz Jesu hat ihren Standort in der Stadt Geilenkirchen in Nordrhein-Westfalen. Sie steht als Baudenkmal unter Denkmalschutz.

## Lage
Die Kapelle Herz Jesu gehört zum St. Elisabeth-Krankenhaus Geilenkirchen an der Martin-Heyden-Straße und ist Teil des historischen Gebäudeteils.

## Geschichte
Im Jahre 1872 gründete die römisch-katholischen Ordensgemeinschaft der Christenserinnen in Geilenkirchen eine Pflegestation. Die Gebäude wurden so gebaut, dass neben der Ambulanten Pflege auch schon Betten aufgestellt wurden. Die Hausärzte der Region behandelten in diesem Haus ihre Patienten. Mit der Pflegestation erbaute man auch die Kapelle. Im Jahre 1902 erweiterte man das Haus auf 125 Betten. Im Ersten Weltkrieg wurde das Haus als Lazarett genutzt. Nach dem Krieg gründete der Orden die Krankenpflegeschule. Die Kapelle war zu dieser Zeit ein bedeutender Ort mit christlichen Werten für Ordensleute, Patienten und Krankenhauspersonal. Im Zweiten Weltkrieg wurde das Krankenhaus und damit auch die Kapelle fast völlig zerstört. Nach Kriegsende wurde das Haus und die Kapelle wieder aufgebaut. Bis zum heutigen Tag kümmert sich der Orden um die Pflege und Unterhaltung der Kapelle.

## Architektur
Bei der Kapelle handelt es sich um eine Neugotische Kapelle mit Kreuzrippengewölbe. Hinter dem Triumphbogen das Chorjoch und fünfseitiger Chor. Kapelle und Chor besitzen Spitzbogenfenster. Am Chor angebaut eine Sakristei. Die Bedachung ist stufenweise in Satteldächern mit Ziegeleindeckung angelegt. Ein Dachreiter mit einer Glocke ziert das Gebäude.

## Ausstattung
- Eine elektronische Orgel ist vorhanden
- Im Dachreiter befindet sich eine Glocke
- Beichtstuhl, Verlesepult, Altar und Altarkreuz
- Buntverglasung[3]

## Galerie

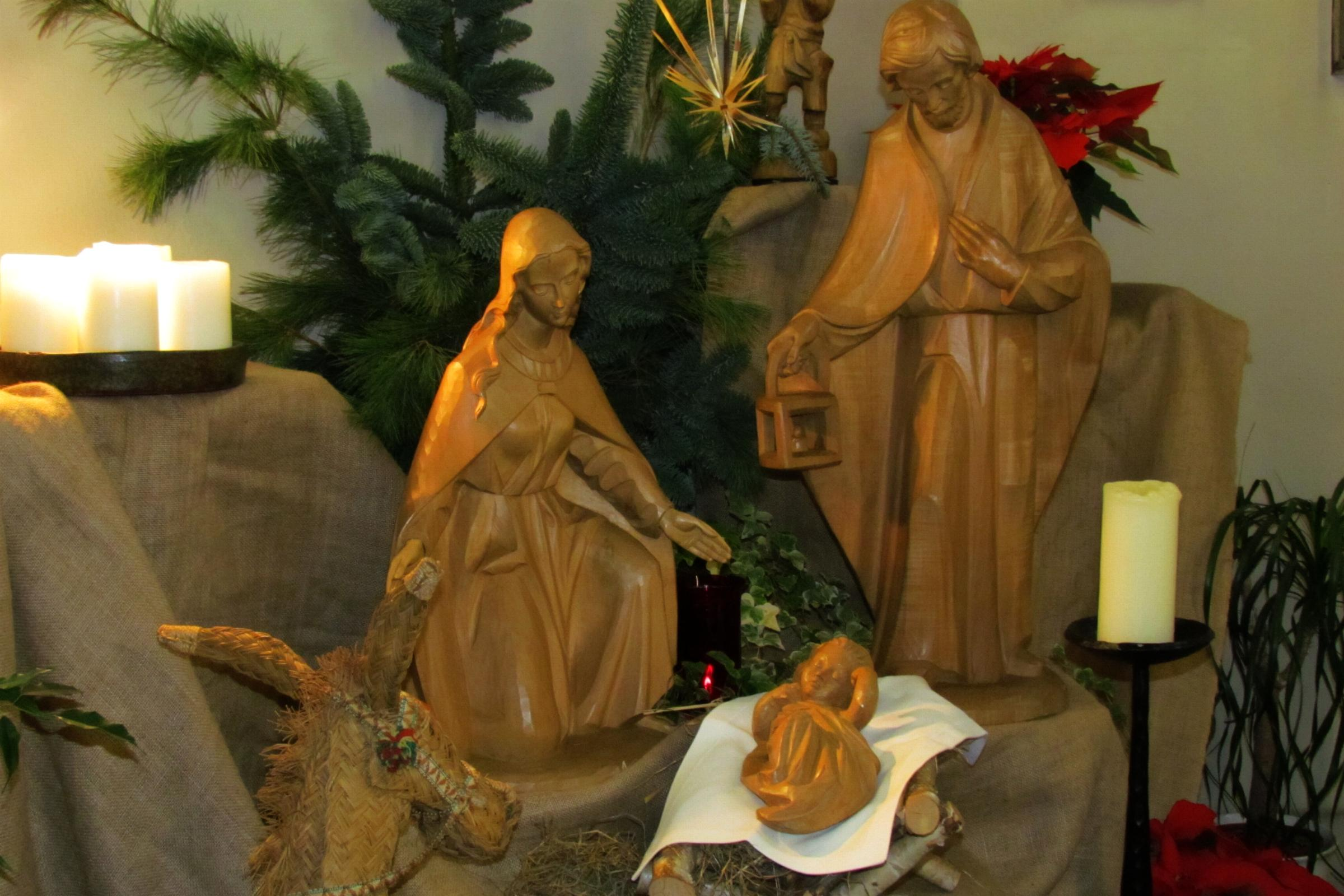
Weihnachtskrippe
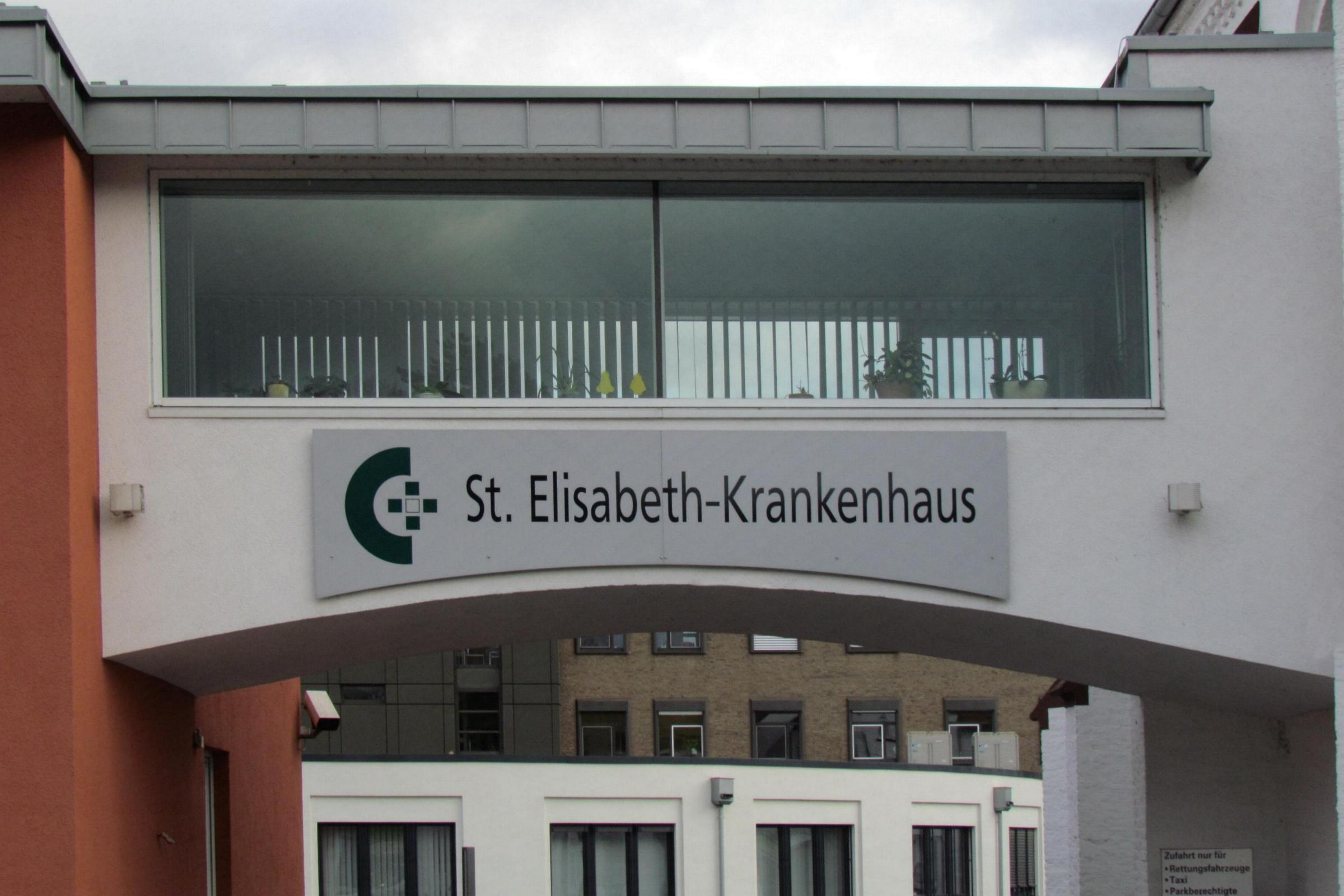
Eingangsbrücke
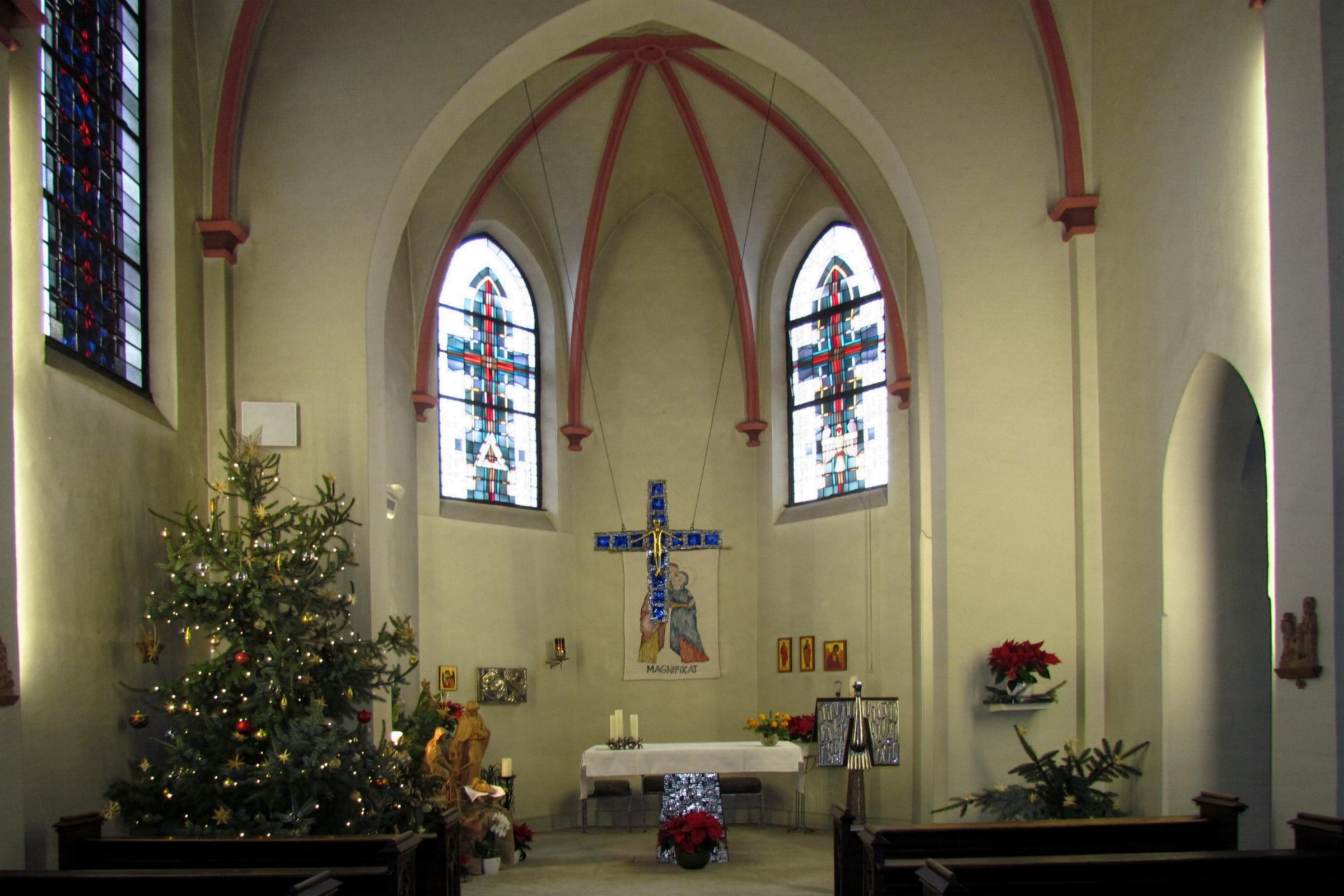
Choransicht
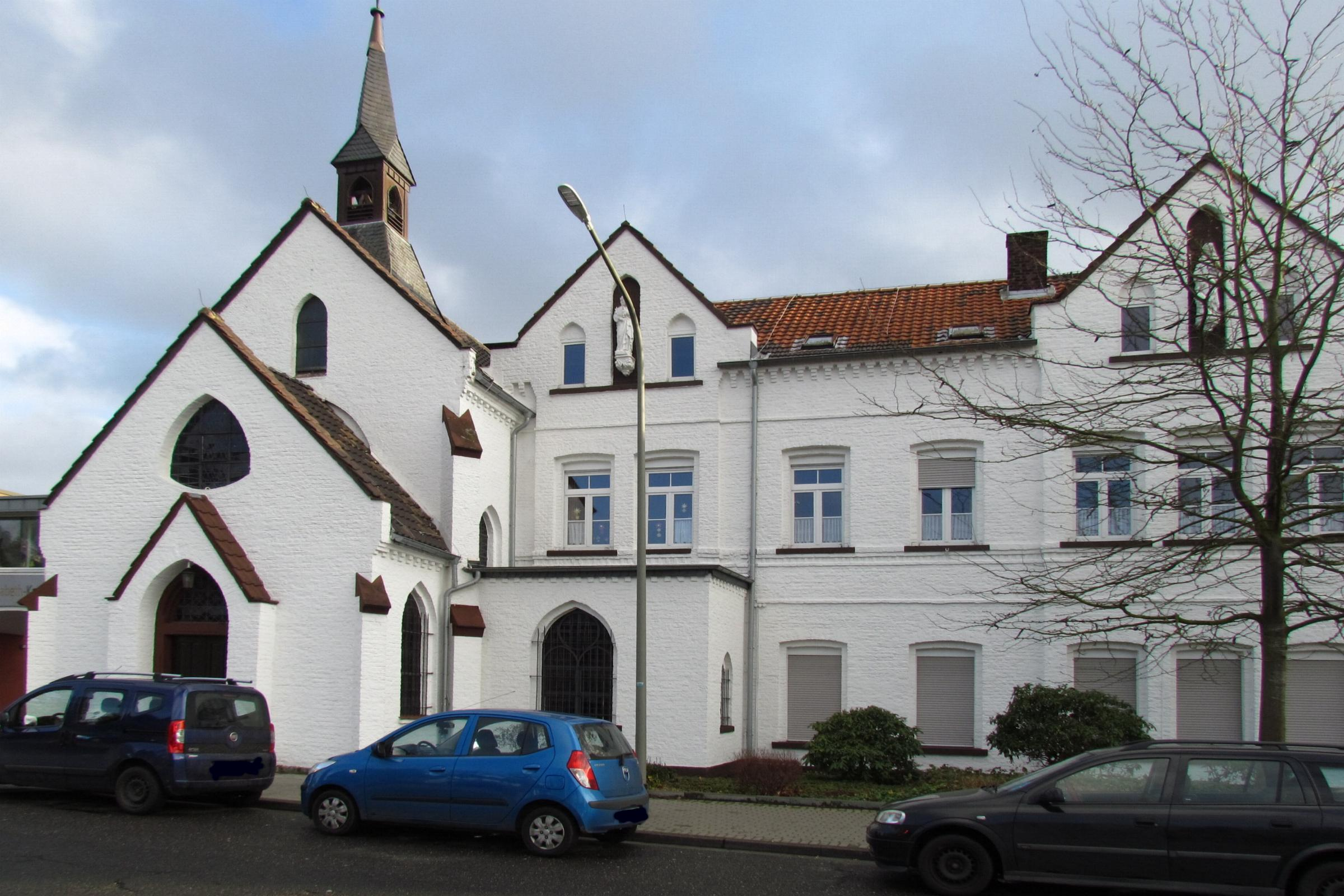
Historische Gebäude
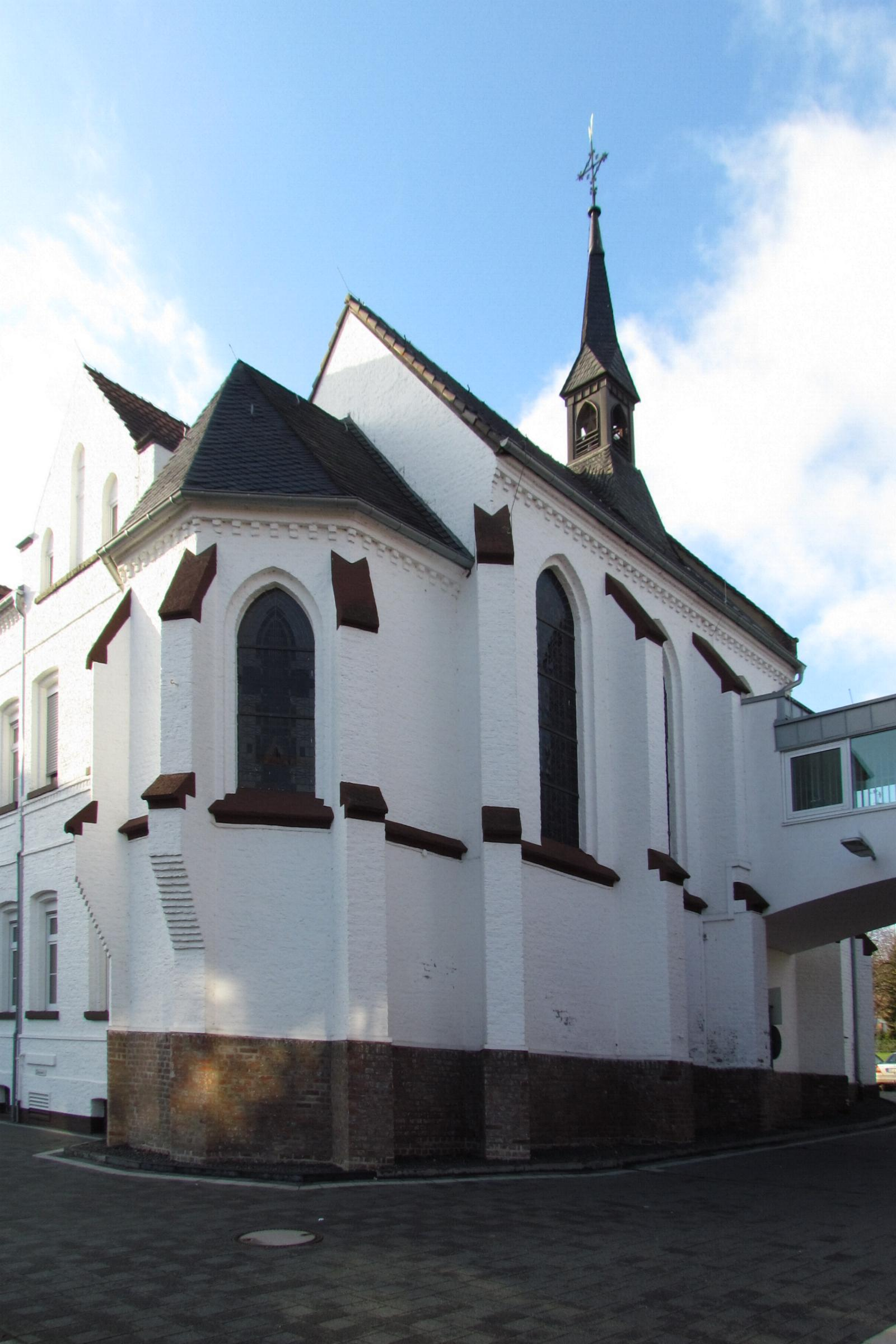
Hofansicht
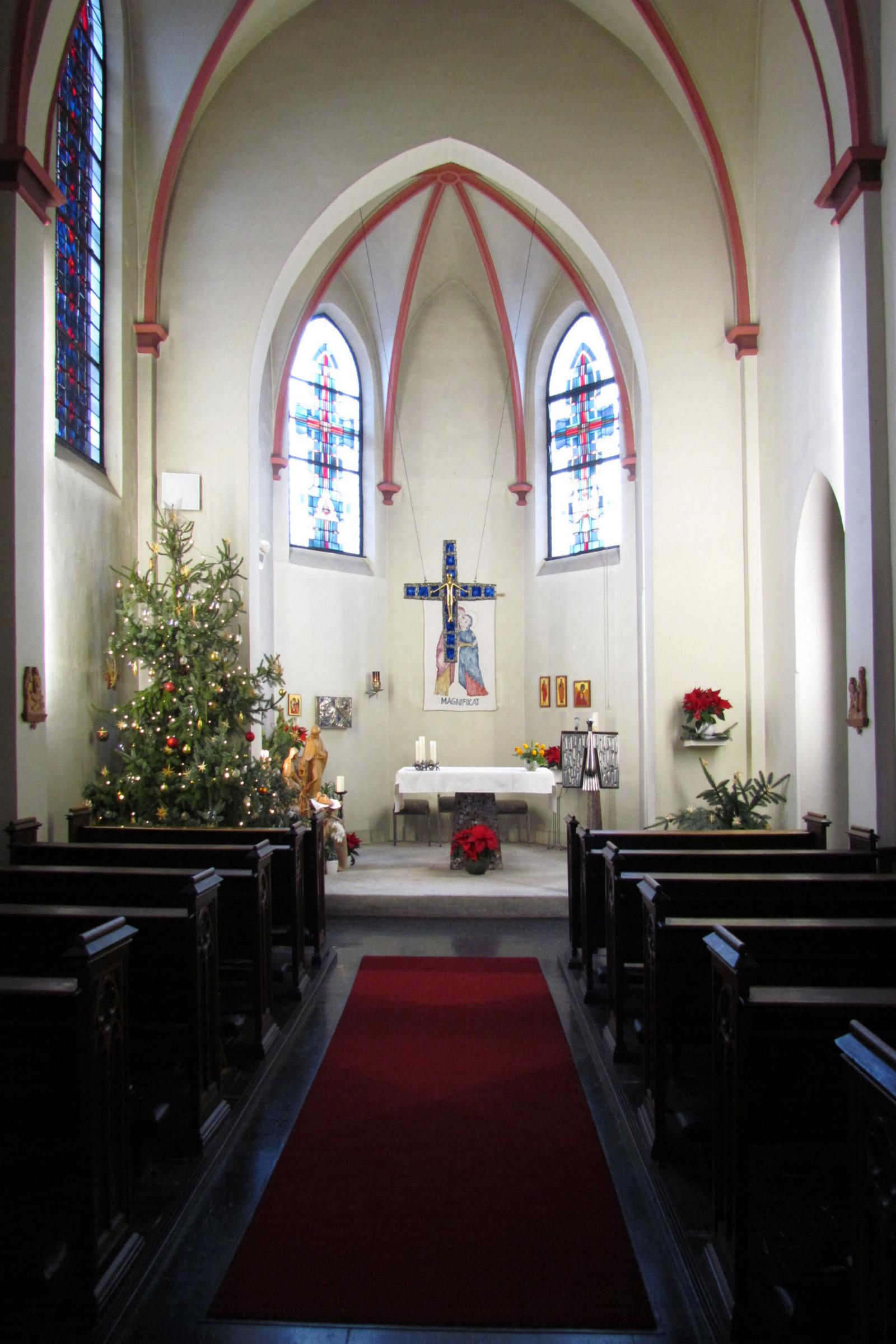
Innenansicht
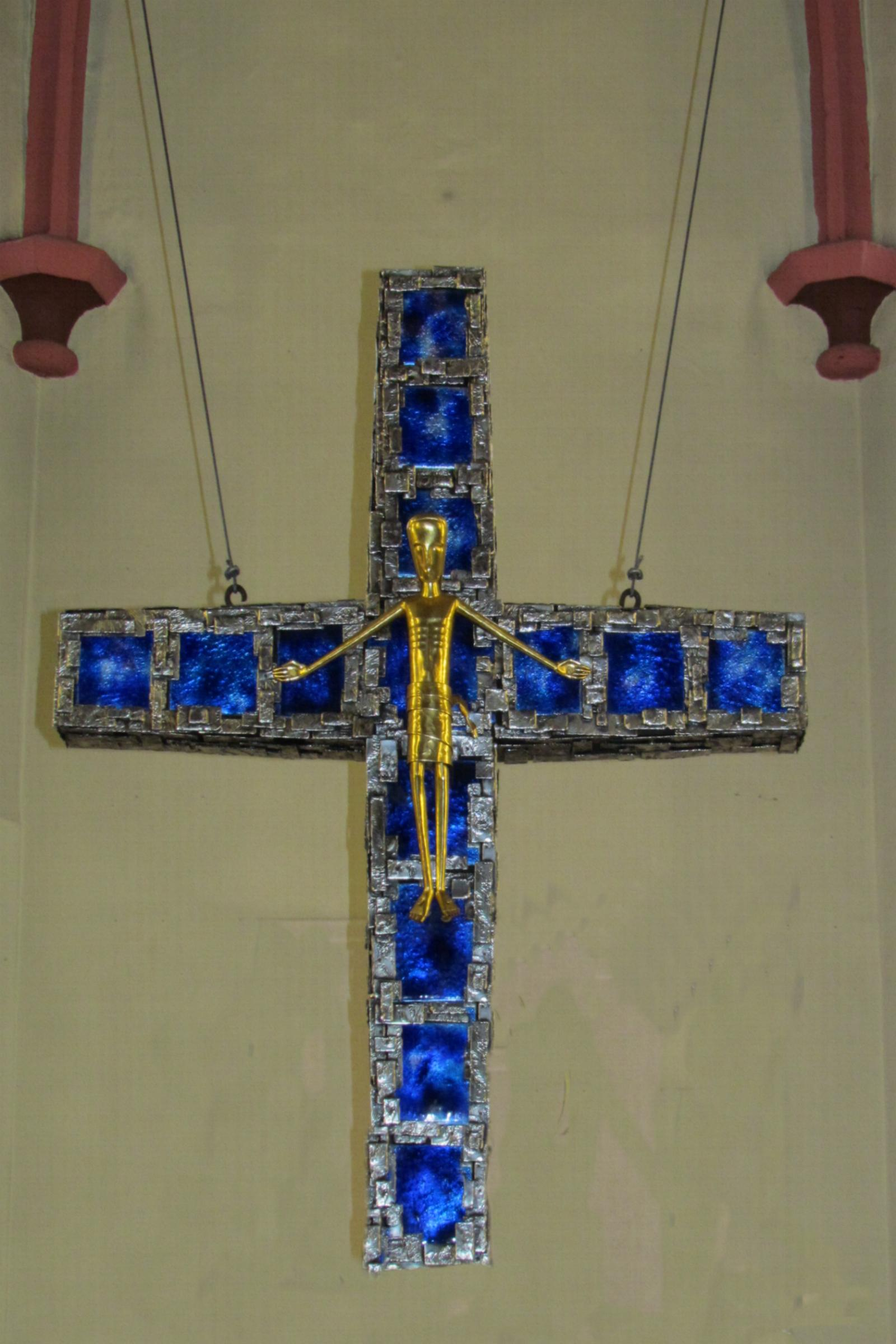
Altarkreuz
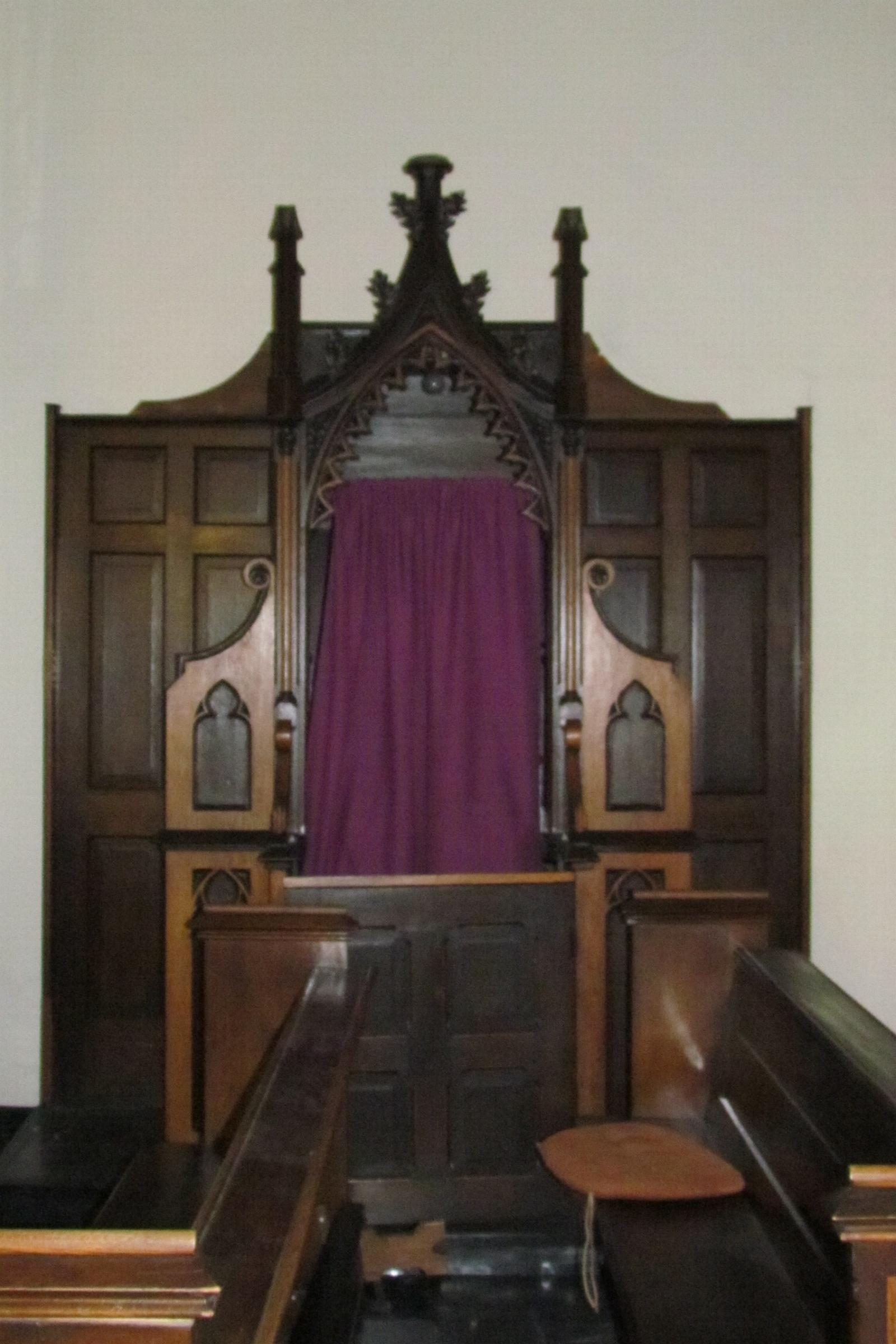
Beichtstuhl